# Tripteroides tityae
Tripteroides tityae är en tvåvingeart som beskrevs av Slooff 1961. Tripteroides tityae ingår i släktet Tripteroides och familjen stickmyggor. Inga underarter finns listade i Catalogue of Life.